# Salia augiasalis
Salia augiasalis là một loài bướm đêm trong họ Noctuidae.